# Saint-Étienne-sur-Chalaronne
Saint-Étienne-sur-Chalaronne es una comuna francesa del  departamento de Ain, en la región de Auvernia-Ródano-Alpes.

## Demografía
| 863 | 878 | 828 | 808 | 1 037 | 1 179 | 1 371 | 1 501 |
| Para los censos de 1962 a 1999 la población legal corresponde a la población sin duplicidades (Fuente: INSEE [Consultar]) |     |     |     |       |       |       |       |